# Два государства для двух народов (Кипр)
Два государства для двух народов (греч. Λύση των δύο κρατών, тур. İki devletli çözüm) — общее название спектра позиций в Кипрском конфликте, которые предусматривают окончание конфликта путём политического разделения острова и создания Государства турок-киприотов наряду с Государством греков-киприотов вместо единого государства Республики Кипр. Принятие решения о создании «двух государств для двух народов» повлечёт за собой легализацию сложившегося статус-кво, где греки-киприоты управляют южной частью острова, а турки-киприоты держат под контролем север.

## Поддержка позиции
В 2007 году Турецкая Республика Северного Кипра провела опрос населения на эту тему, и 60 % турок-киприотов поддержали идею урегулирования Кипрского конфликта путём создания двух государств. Другой опрос, проведенный в 2009 году исследовательским агентством «KADEM», продемонстрировал поддержку среди турок-киприотов этого плана на 77,9 %, при этом 63 %  из них ставят под сомнение успех мирных переговоров.
Турция часто высказывалась в поддержку плана о создании двух государств на территории Кипра в качестве альтернативы воссоединения, в частности, в 2014 году президент Турции Реджеп Тайип Эрдоган озвучил эту позицию во время визита в Северную Никосию. Согласно сообщениям греко-кипрских СМИ, решение о создании двух государств будет выдвинуто Турцией в случае провала мирного процесса при посредничестве ООН.

## Отрицание позиции
Организация Объединённых Наций пытается добиться урегулирования Кипрского кризиса путём воссоединения двух частей разделённой страны на федеральной основе, рассматривая план Аннана в качестве конкретного примера.